# Erinaceidae
Erinaceidae é uma família de mamíferos insetívoros da ordem Erinaceomorpha. Estes animais possuem o dorso coberto por espinhos curtos e lisos, e as partes inferiores por pêlos. Vernacularmente são denominados de ouriços.
Há no mundo 16 espécies de ouriços divididas em cinco gêneros, encontrados em partes da Europa, Ásia, África e Nova Zelândia. Não há espécies nativas na Austrália nem na América do Norte ou do Sul, e os encontrados na Nova Zelândia foram introduzidos. São mamíferos insetívoros que mudaram pouco nos últimos 15 milhões de anos e que se adaptaram à vida noturna.

## Hábitos
Os ouriços são animais principalmente noturnos, que se alimentam  de insetos, caracóis, lesmas e de vegetais. Os seus predadores principais são as corujas e os furões. O ouriço conta com a sua coloração como camuflagem, mas quando ameaçado enrola-se numa bola expondo apenas a face coberta de espinhos.
Geralmente, a comunidade científica faz clara diferença entre o ouriço e o porco-espinho (Hystrix cristata), que é um roedor.  No entanto, em Portugal e na Galiza, o ouriço-terrestre (Erinaceus europaeus) recebe indistintamente os nomes de porco-espinho, ouriço, ouriço-cacho, ouriço-cacheiro ou rescacheiro, posto que o habitat do Hystrix cristata na Europa se limita ao sul da península italiana (Sicília e Nápoles), onde foram introduzidos pelos romanos a partir da África.
Uma diferença importante entre estas duas espécies é que os espinhos do ouriço, ao contrário dos do porco-espinho, não se soltam naturalmente, nem são venenosos.
Graças à sua dieta, os ouriços são importantes no controle de pragas, já que são capazes de comer várias vezes o seu próprio peso em insectos e anelídeos.
Os ouriços têm mais de dezesseis mil picos  e usam-nos para diferentes necessidades: camuflagem, defesa, ataque, transporte de comida.
Os ouriços possuem um focinho pequeno  e quatro patas que se mobilizam bastante bem. Possui também uma cauda de 5 cm.
O ouriço hiberna no inverno durante aproximadamente 3 meses, antes recolhe comida e mantimentos para a sua hibernação.

## Classificação

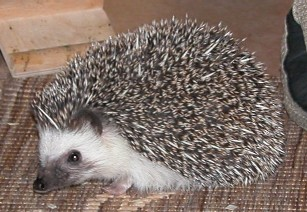
Atelerix.

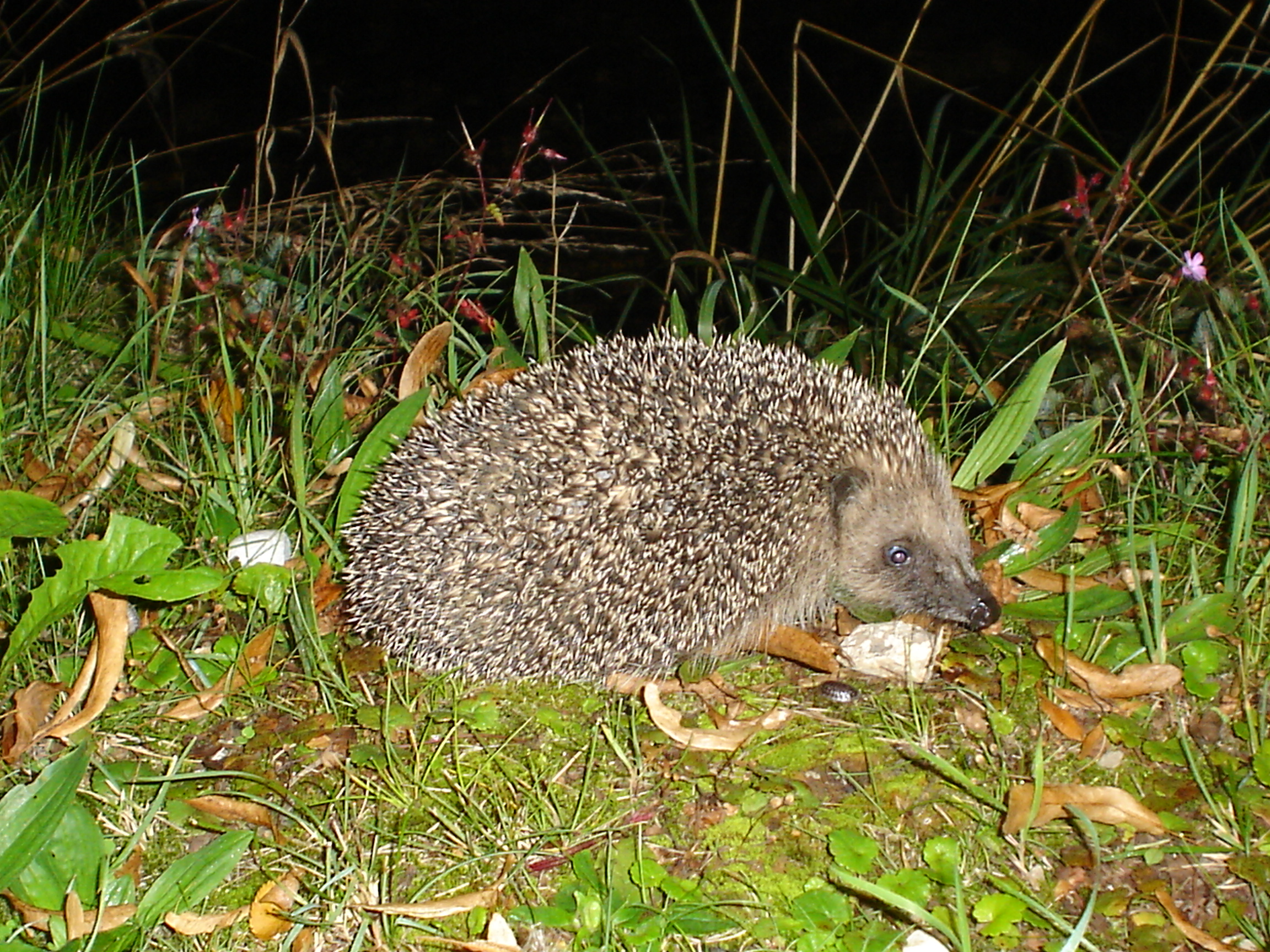
Erinaceus.

A família Erinaceidae, a qual pertencem todos os ouriços, é a única pertencente à ordem Erinaceomorpha. Anteriormente fora classificada na ordem Insectivora. A família inclui duas subfamílias e 10 gêneros:
- Subfamília Erinaceinae G. Fischer von Waldheim, 1818 
  - Atelerix Pomel, 1848 
  - Erinaceus Linnaeus, 1758 
  - Hemiechinus Fitzinger, 1866 
  - Mesechinus Ognev, 1951 
  - Paraechinus Trouessart, 1879
- Subfamília Galericinae Pomel, 1848 
  - Echinosorex de Blainville, 1838 
  - Hylomys Müller, 1840 
  - Neohylomys Shaw e Wong, 1959 
  - Neotetracus Trouessart, 1909 
  - Podogymnura Mearns, 1905